# Watershed (Band)
Watershed ist eine Rockband aus Südafrika, die 1998 vom Leadsänger und Songschreiber Craig Warren Hinds gegründet wurde.

## Bandgeschichte
Die Musik von Watershed erinnert an R.E.M. – nicht zuletzt wegen der Stimme von Hinds. In Europa wurde sie 2002 durch die Acoustic-Ballade Indigo Girl bekannt. Diesen Titel 'entdeckte' ein SWR3-Musikredakteur in Südafrika und brachte ihn mit nach Deutschland. Seitdem erschienen in Deutschland drei Alben und sechs Singles der Band. Das Album mit dem Titel Mosaic erschien im Mai 2006 in Deutschland, vorab wurde es im Radio mit Live Another Day angekündigt. Die zweite Single, Letters, war seit Juni 2006 im Radio zu hören.
Ihr viertes Albums Staring at the Ceiling erschien in Südafrika im August 2008 und in einigen Ländern Europas am 12. Juni 2009.
Am 16. April 2010 erschien Watersheds erstes „Best of“-Album mit dem Titel A Million Faces / 20 Hits – 10 Years. Mit dieser Doppel-CD, die auch einige neue beziehungsweise in Europa bisher unveröffentlichte Songs enthielt, feierte die Band ihr 10-jähriges Bestehen.
Am 10. September 2015 erschien in Südafrika das Album Watch the Rain.

## Diskografie

### Studioalben
| Jahr | Titel            | Höchstplatzierung, Gesamtwochen, AuszeichnungChartplatzierungen (Jahr, Titel, Platzierungen, Wochen, Auszeichnungen, Anmerkungen) | Höchstplatzierung, Gesamtwochen, AuszeichnungChartplatzierungen (Jahr, Titel, Platzierungen, Wochen, Auszeichnungen, Anmerkungen) | Höchstplatzierung, Gesamtwochen, AuszeichnungChartplatzierungen (Jahr, Titel, Platzierungen, Wochen, Auszeichnungen, Anmerkungen) | Anmerkungen                     |
| Jahr | Titel            | DE | AT | CH | Anmerkungen                     |
| ---- | ---------------- | --- | --- | --- | ------------------------------- |
| 2002 | In the Meantime  | DE33 (9 Wo.)DE | — | — | Erstveröffentlichung: Mai 2002  |
| 2003 | Wrapped In Stone | DE82 (1 Wo.)DE | — | — | Erstveröffentlichung: Juli 2003 |

Weitere Alben
- 2006: Mosaic
- 2008: Staring at the Ceiling
- 2010: A Million Faces / 20 Hits – 10 Years
- 2015: Watch the Rain
- 2018: Harbour
- 2021: Elephant in the Room

### Singles
| Jahr | Titel Album                 | Höchstplatzierung, Gesamtwochen, AuszeichnungChartplatzierungen (Jahr, Titel, Album, Platzierungen, Wochen, Auszeichnungen, Anmerkungen) | Höchstplatzierung, Gesamtwochen, AuszeichnungChartplatzierungen (Jahr, Titel, Album, Platzierungen, Wochen, Auszeichnungen, Anmerkungen) | Höchstplatzierung, Gesamtwochen, AuszeichnungChartplatzierungen (Jahr, Titel, Album, Platzierungen, Wochen, Auszeichnungen, Anmerkungen) | Anmerkungen                      |
| Jahr | Titel Album                 | DE | AT | CH | Anmerkungen                      |
| ---- | --------------------------- | --- | --- | --- | -------------------------------- |
| 2002 | Indigo Girl In the Meantime | DE27 (15 Wo.)DE | AT17 (16 Wo.)AT | CH58 (20 Wo.)CH | Erstveröffentlichung: April 2002 |

Weitere Singles
- 2002: Shine on Me
- 2003: Closing Down
- 2003: Lovely Day
- 2006: Live Another Day (Airplay)
- 2006: Letters (Airplay)
- 2009: Breathing (Airplay)
- 2010: The World Needs You (Airplay)